# Jan Kędra
Jan Kędra pseud. Błyskawica (ur. 20 lipca 1913 w Sabaudii, zm. 9 maja 1945 tamże) – działacz ruchu ludowego, członek Związku Walki Zbrojnej, dowódca oddziału Batalionów Chłopskich, funkcjonariusz Milicji Obywatelskiej.

## Życiorys
Urodził się w rodzinie chłopskiej. Rozpoczętą edukację w szkole w Tomaszowie Lubelskim kontynuował w gimnazjum. Natomiast świadectwo dojrzałości uzyskał na kursach wieczorowych. 
Służbę wojskową rozpoczął w 1934 w 23 pułku piechoty. Następnie został skierowany do Centrum Wyszkolenia Piechoty w Rembertowie. Po ukończeniu szkoły CWP jako kapral pchor. pozostał w wojsku w służbie nadterminowej do 1938. Po powrocie do Sabaudii wstąpił do koła  Związku Młodzieży Wiejskiej RP.

### II wojna światowa
Po zakończeniu wojny obronnej 1939 w której brał udział, wrócił do domu, gdzie zajmował się gospodarstwem oraz zbieraniem i gromadzeniem pozostałej po wojnie broni i amunicji. Wstąpił do Związku Walki Zbrojnej z którego jako zastępca komendanta grupy ZWZ (wraz z nią) przeszedł do Batalionów Chłopskich. W marcu 1942 grupa przekształciła się w oddział partyzancki BCh. 
Po śmierci dowódcy oddziału BCh którym był Tadeusz Wasiołek, Jan Kędra przejął dowództwo nad oddziałem i pełnił je do końca wojny.       
Kierując oddziałem przeprowadził wiele udanych akcji, m.in.:
- 12 listopada 1942, atak na urząd gminny w Majdanie Górnym, w czasie którego zniszczono m.in.dokumenty[3].

- 20 listopada 1942, wspólna akcja z oddziałem Armii Krajowej Wilhelma Szczepankiewicza w czasie której opanowano posterunek policji granatowej w Narolu. Zabity został żandarm niemiecki będący komendantem posterunku a 22 policjantów zostało rozbrojonych[3].

- 19 marca 1943,  urządził zasadzkę na kolumnę niemieckiej żandarmerii w lesie Dąbrowa, zabijając 17 żandarmów i oficera SS.

- Maj 1943, akcja na Arbeitsamt w Tomaszowie Lubelskim w czasie której spalono budynek niemieckiego urzędu pracy[4].

- 30 września 1943, akcja likwidacji agentów niemieckich w powiecie tomaszowskim, wykonano 7 wyroków śmierci[5].

- 20 października 1943, atak na areszt gminny w Łukowej. W czasie  wspólnej akcji z oddziałem BCh dowodzonym przez Antoniego Wróbla uwolniono czterech żołnierzy BCh[6].

- 4 listopada 1943, akcja na wieś Płoskie pod Zamościem zasiedloną przez Niemców, w czasie walki zginęło 2 volksdeutschów. Pozostałych rozpędzono[7].

- 15 grudnia 1943, akcja na tartak pracyjący na rzecz Niemców w Suścu, w czasie ataku poległo 4 Niemców a kilku raniono. Tartak zniszczono a załogę rozpędzono[8].

- 18 stycznia 1944, akcja wraz z oddziałem Pawła Pisarczyka "Huragana" (w sumie 180 partyzantów) przeprowadzona na zasiedlone przez niemieckich kolonistów wsie Wola Gródecka i Gródek, w czasie walki zginęło trzech kolonistów.

- 4 marca 1944, wspólna walka z 1 Ukraińską Dywizją Partyzancką stoczona przeciw Niemcami pod Kosobudami. Zniszczono 4 czołgi, zabito i raniono wielu Niemców.

- 30 marca 1944, zasadzka zorganizowana wspólnie z oddziałem Bronisława Krzeszowca "Gołębia" koło wsi Borówek, w czasie walki poległo 17 esesmanów. Wśród partyzantów było 2 rannych.

- 4 maja 1944, atak na ochronę stacji kolejowej w Krasnobrodzie, w czasie walki zginęło dwóch Niemców[9].

- 25-26 czerwca 1944, brał udział w bitwie pod Osuchami.

Po wyzwoleniu z pod okupacji niemieckiej Jan Kędra został funkcjonariuszem Milicji Obywatelskiej w Tomaszowie Lubelskim. Jesienią 1944 został funkcjonariuszem Powiatowego Urzędu Bezpieczeństwa Publicznego w Tomaszowie Lubelskim w stopniu kapitana. Współpracował z NKWD i uczestniczył w zwalczaniu podziemia nacjonalistycznego, które wydało za to na niego wyrok śmierci, wykonany 9 maja 1945.